# Râul Valea Îngustă, Șușița
Râul Valea Îngustă este un curs de apă, afluent al râului Șușița. 